# Йордан Хаджиконстантинов – Джинот
 Тази статия е за книжовника.  За селото, носещо неговото име, вижте Джинот.  
Йордан Хаджиконстантинов – Джѝнот е изтъкнат български възрожденски просветен деец и книжовник в Македония.

## Биография
Йордан Хаджиконстантинов е роден през 1818 година в град Велес в семейството на клисар. Първоначално учи в местното килийно училище при даскал Митре Българмицев. По-късно продължава образованието си в Самоков при Николай Тонджоров до 1835 година. След това учи в гръцко училище в Солун, където изучава Ланкастърската метода.
Преподава като частен, а след това като общински учител в родния си град в периода 1837 – 1848 година. По онова време пропагандира необходимостта от новобългарска просвета в македонските земи и влиза в остър конфликт с местното гръцко духовенство. Между 1848 и 1853 година е учител в българското училище в Скопие. Отстранен е от общинското училище поради конфликтите му с митрополита на Скопие Йоаким Скопски. През 1854 година преподава в Тетово, а между 1858 и 1860 година преподава в град Прилеп, където реформира съществено Прилепското българско мъжко класно училище.
При посещението на великия везир във Велес през 1861 година пелагонийският владика Венедикт обвинява Йордан Хаджиконстантинов, че е сръбски агент и че съхранява в библиотеката си книги и вестници, публикувани от Георги Раковски. В резултат Джинот е заточен в Айдън, Мала Азия, а при изтезанията по пътя изгубва едното си око, поради което получава прякора Джѝнот. Освободен след застъпничеството на цариградските български първенци, той се завръща във Велес през 1863 година и се отдава изцяло на просветна дейност. Между 1869 и 1870 година отново е български преподавател в Скопие, а после и във Велес.
Умира на 29 август 1882 година в родния си град. Погребан е в двора на църквата „Свети Спас“. Сред неговите възпитаници се открояват имената на изявените български общественици Козма Пречистански, Димитър Карамфилович, Трайче Чайчаров, Диме Коров, Константин Поменов, Никола Кондов, Йордан Ризов, Васил Главинов и други.

## Творчество
През 50-те години на XIX век Йордан Хаджиконстантинов влиза в близки контакти със Сръбското дружество за словесност в Белград (бъдещата Сръбска академия на науките и изкуствата) и публикува в „Гласника“ (списанието на Дружеството) материали за българската средновековна история и литература. Така например на 23 януари 1854 година изпраща от Скопие в Белград препис от т.нар. „Разказ за възстановяването на Българската патриаршия през 1235 година“, който до онзи момент изобщо не е познат на науката – текстът е отпечатан в т. VII на „Гласника“ през 1855 г. Йордан Хаджиконстантинов също така открива и публикува за пръв път (в т. VIII на „Гласника“ през 1856 г.) неизвестното дотогава старобългарско произведение от XII в. „Солунска легенда“ (или „Слово на Кирил Философ как покръсти българите“).
Сътрудничи също на „Български книжици“ (1859) и на вестник „Македония“ (1869). Неговите публикации в „Цариградски вестник“ съдържат най-разнообразна информация за историята, фолклора и географията на македонските земи и за просветното дело и църковните дела на македонските българи.
Яростен български патриот, Джинот вярва, че българите са потомци на древните траки и илири и неведнъж изповядва своята народностна принадлежност:
| „ | Нека служим роду моему, ако е и за крива Бога. Не е честно мене Болгарину да отчаявам и да вракям зло за зло. Болгарин прави и верни и благородни човек, Болгарин е любитель всякое добро, Болгарин е срамота да се отричува от своя род и язык, той Болгарин, който родо свой си хули името му е ни ден ни нощ. Аз сам Болгарин, плачем за нашите изгубени болгаре, които са во Долна Мисия, затова сдолжни сме да ся жертвуваме за бракята наши пресладкии болгари. многоревностнии Юрдан х. Константинов | “ |

## Памет
На Джинот са наименувани театърът (Център за сценични изкуства) във Велес и други обекти. Негова статуя е издигната на Моста на изкуствата в Скопие.
На Йордан Хаджиконстантиво – Джинот е наречена улица в София (Карта).